# 沙罗什保陶克区
沙罗什保陶克区（匈牙利語：Sárospataki járás），是匈牙利包尔绍德-奥包乌伊-曾普伦州的一个区，总面积477.67平方公里，总人口24,946人（2011年），人口密度52人/平方公里。中心城市为沙羅什保陶克。

## 市镇
沙罗什保陶克区包含一个城镇和15个村庄。